# Muhammad Afzal (Leichtathlet, 1998)
Muhammad Afzal (* 1. Januar 1998) ist ein pakistanischer Leichtathlet, der sich auf den Dreisprung spezialisiert hat.

## Sportliche Laufbahn
Erste internationale Erfahrungen sammelte Muhammad Afzal im Jahr 2014, als er bei den Juniorenasienmeisterschaften in Taipeh mit einer Weite von 14,86 m den sechsten Platz belegte. 2016 nahm er an den Südasienspielen in Guwahati mit 15,76 m die Bronzemedaille hinter den Indern Renjith Maheswary und Jayakumar Surendhar. Anschließend belegte er bei den Juniorenasienmeisterschaften in der Ho-Chi-Minh-Stadt mit 15,46 m den sechsten Platz und schied mit der pakistanischen 4-mal-100-Meter-Staffel mit 42,44 s in der Vorrunde aus. Im Jahr darauf belegte er bei den Islamic Solidarity Games in Baku mit 7,15 m den zwölften Platz im Weitsprung und erreichte im Dreisprung mit 15,58 m Rang acht. Anschließend wurde er bei den Asian Indoor & Martial Arts Games in Aşgabat mit 14,73 m Neunter im Dreisprung. 2023 gelangte er bei den Asienspielen in Hangzhou mit 15,10 m auf Rang elf im Dreisprung und verpasste im Weitsprung mit 6,73 m den Finaleinzug.
2022 wurde Afzal pakistanischer Meister im Weit- und Dreisprung.

## Persönliche Bestleistungen
- Weitsprung: 7,40 m, 26. November 2022 in Lahore
- Dreisprung: 15,76 m (0,0 m/s), 11. Februar 2016 in Guwahati
  - Dreisprung (Halle): 14,73 m, 20. September 2017 in Aşgabat